# Saltos ornamentais no Campeonato Europeu de Esportes Aquáticos de 2022 - Evento por equipe
A prova do evento por equipe dos saltos ornamentais no Campeonato Europeu de Esportes Aquáticos de 2022 ocorreu no dia 15 de agosto no Foro Italico, em Roma na Itália. 

## Calendário
| Fase  | Data         | Hora  |
| ----- | ------------ | ----- |
| Final | 15 de agosto | 13:00 |

Todos os horários estão no horário local (UTC+1)

## Medalhistas
| Ouro                                                                                                | Prata                                                                         | Bronze                                                                              |
| Itália · Eduard Timbretti Gugiu · Sarah Jodoin Di Maria · Andreas Sargent Larsen · Chiara Pellacani | Ucrânia · Kseniia Bailo · Kirill Boliukh · Viktoriya Kesar · Danylo Konovalov | Reino Unido · James Heatly · Noah Williams · Andrea Spendolini-Sirieix · Grace Reid |

## Resultados
Esses foram os resultados da competição.
| Pos.              | Nacionalidade | Saltadores                                                                           | Pontos | Pontos | Pontos | Pontos | Pontos | Pontos | Pontos |
| Pos.              | Nacionalidade | Saltadores                                                                           | T1     | T2     | T3     | T4     | T5     | T6     | Total  |
| ----------------- | ------------- | ------------------------------------------------------------------------------------ | ------ | ------ | ------ | ------ | ------ | ------ | ------ |
| Medalha de ouro   | Itália        | Eduard Timbretti Gugiu Sarah Jodoin Di Maria Andreas Sargent Larsen Chiara Pellacani | 58.50  | 63.00  | 66.00  | 72.00  | 75.85  | 67.20  | 402.55 |
| Medalha de prata  | Ucrânia       | Kseniia Bailo Kirill Boliukh Viktoriya Kesar Danylo Konovalov                        | 57.00  | 75.25  | 55.50  | 76.80  | 64.00  | 70.50  | 399.05 |
| Medalha de bronze | Reino Unido   | James Heatly Noah Williams Andrea Spendolini-Sirieix Grace Reid                      | 58.50  | 72.20  | 54.00  | 60.20  | 77.40  | 62.40  | 384.70 |
| 4                 | Espanha       | Valeria Antolino Alberto Arévalo Carlos Camacho Rocío Velázquez                      | 58.80  | 79.80  | 54.00  | 40.60  | 72.00  | 68.80  | 374.00 |
| 5                 | Alemanha      | Timo Barthel Elena Wassen Lou Massenberg Tina Punzel                                 | 58.50  | 63.00  | 69.75  | 64.00  | 49.50  | 62.40  | 367.15 |
| 6                 | França        | Jules Bouyer Jade Gillet Naïs Gillet Gary Hunt                                       | 29.40  | 78.75  | 54.60  | 51.30  | 51.80  | 51.30  | 317.15 |